# (15986) Fienga
(15986) Fienga est un astéroïde de la ceinture principale.

## Description
(15986) Fienga est un astéroïde de la ceinture principale. Il fut découvert le 7 décembre 1998 à Caussols par le projet ODAS. Il présente une orbite caractérisée par un demi-grand axe de 2,70 UA, une excentricité de 0,23 et une inclinaison de 2,6° par rapport à l'écliptique.
Cet astéroïde est nommé d'après l'astronome française Agnès Fienga.

## Compléments